# Lophura erythrophthalma
El faisán colicanelo, también faisán de carúncula azul, faisán colicanelo malayo o faisán llameante descrestado (Lophura erythrophthalma) es una especie de ave galliforme de la familia Phasianidae autóctona de Singapur, Malasia, Indonesia y Brunéi.

## Subespecies
Se conocen dos subespecies de Lophura erythrophthalma:
- Lophura erythrophthalma erythrophthalma - bosques de tierra baja de la península malaya y Sumatra
- Lophura erythrophthalma pyronota - bosques de tierra baja del N de Borneo